# Empire romain d'Occident
Pour les articles homonymes, voir Empire romain et Empire d'Occident.
 (décembre 2021).
Si vous disposez d'ouvrages ou d'articles de référence ou si vous connaissez des sites web de qualité traitant du thème abordé ici, merci de compléter l'article en donnant les références utiles à sa vérifiabilité et en les liant à la section « Notes et références ».
17 janvier 395 – 4 septembre 476
(81 ans, 7 mois et 18 jours)
Entités précédentes :
- Empire romain

Entités suivantes :
- Royaume hérule
- Royaume ostrogoth
- Royaume wisigoth
- Royaume suève
- Royaume vandale
- Royaumes francs
- Royaume des Burgondes
- Royaumes anglo-saxons
- Domaine britto-romain
- Armorique britto-romaine
- Domaine gallo-romain
- Vasconie
- Domaine berbéro-romain
- Empire carolingien
(indirectement,800)

« Empire romain d'Occident » est une formule conventionnelle utilisée par les historiens français pour désigner, à la suite de la division effectuée par Dioclétien en 285, la partie occidentale (en latin Pars occidentalis) de l'Empire romain dans le cadre du système de la tétrarchie (gouvernement de quatre empereurs, deux Auguste et deux César), tandis que la partie orientale est désigné par la formule « Empire romain d'Orient ».
L'empire d'Occident prend conventionnellement fin en 476, lorsque le Germain Odoacre dépose l'empereur (usurpateur) Romulus Augustule sans demander à l'empereur d'Orient de le remplacer. Cette date est retenue comme celle de la fin de l'Antiquité et du début du Moyen Âge. L'empire d'Orient se prolonge en revanche durant le Moyen Âge, désigné par la formule « Empire byzantin », en référence à l'ancien nom (Byzance) de sa capitale, Constantinople (aujourd'hui Istanbul), prise par les Turcs en 1453.
De 285 à 476, Rome reste capitale symbolique de l'empire, mais n'est plus le siège du gouvernement, les empereurs d'Occident titrés Auguste résidant à Milan, puis à partir de 402 à Ravenne, et les César à Trèves.
Il ne s'agit pas d'une séparation entre deux États indépendants, mais d'un partage de responsabilités, pour des raisons principalement militaires, à une époque où l'empire subit de plus en plus d'attaques de peuples extérieurs, mais aussi de troubles intérieurs, notamment le phénomène des bandes bagaudes. Il arrive à l'occasion que l'unité du gouvernement soit rétablie au IVe siècle : sous le règne de Constantin Ier (324-337), de Julien (361-363) et de Théodose Ier (392-395).
Après la mort de Théodose, la situation de l'empire d'Occident devient très critique, situation dont le symbole est le sac de Rome par les Wisigoths en 410. La crise est due notamment à l'installation de pouvoirs germaniques sur le territoire de l'empire, soit avec le statut de fédérés (royaume wisigoth de Toulouse à partir de 418, royaume franc de Tournai), soit sans aucune allégeance au pouvoir impérial (Vandales en Afrique, Suèves en Galice et Lusitanie). De fait, le pouvoir des empereurs d'Occident est très limité au Ve siècle : le pouvoir effectif à la cour de Ravenne est détenu par des généraux, souvent d'origine germanique, qui ne peuvent pas dans ce cas être empereurs, mais portent le titre de patrice, notamment Ricimer de 455 à 472, puis Odoacre.
Après 476, l'empereur d'Orient redevient en théorie empereur unique, tandis que l'empereur d'Occident légitime, Julius Nepos, se trouve en Dalmatie romaine de 476 à 480. De fait, Odoacre gouverne l'Italie de 476 à 493, jusqu'à son assassinat par l'Ostrogoth Théodoric le Grand. Au VIe siècle, l'empereur d'Orient Justinien lance une grande opération de reconquête de l'Occident et parvient à reprendre certains territoires (notamment Ravenne et la lagune de Venise).
Au bout de trois siècles, le roi des Francs Charlemagne, maître de la Gaule, de la Germanie et de l'Italie (mais pas de l'Espagne ni de l'Afrique du Nord, tombées sous la domination du califat de Damas, ni de l'ancienne Bretagne romaine, aux mains des rois saxons), se fait couronner empereur à Rome par le pape, rétablissant une sorte d'empire romain d'Occident, dont l'ultime avatar est le Saint-Empire romain germanique (962-1806).

## Contexte: la crise duIIIesiècle
Avec l'assassinat de l'empereur Sévère Alexandre en mars 235, l'Empire romain connaît une période d'instabilité interne de cinquante ans (235-284), désignée par l'historiographie sous le nom de « crise du troisième siècle », à quoi s'ajoute en Perse l'avènement de la dynastie des Sassanides, qui entraîne un nouveau cycle de guerre à l'est de l'Empire.

### Le règne de Gallien et l'usurpation de Postume (260)
En 259, l'empereur Valérien est fait prisonnier par le roi Chapour Ier et meurt en captivité l'année suivante.
Gallien, son fils aîné, qui règne à ses côtés depuis 253, lui succède. Il dirige la guerre contre les Sassanides, tandis que son propre fils, Salonin, et le préfet du prétoire, Silvanus, résident à Cologne (Colonia Agrippina), en Germanie inférieure afin de contrôler les légions du limes rhénan. Cela n'empêche pas le gouverneur Postume de se rebeller.
Venant probablement de Gaule belgique (Reims), il attaque Cologne. Salonin et Silvanus sont tués et Postume se proclame empereur des Gaules, choisissant Trèves (Augusta Treverorum) pour capitale. Il prend le contrôle des provinces de Germanie, de Gaule, d'Hispanie et de Bretagne, créant son propre Sénat et nommant ses propres consuls.
Postume meurt en 269, mais sa succession est assurée par plusieurs empereurs des Gaules jusqu'en 273-274.
De plus, des provinces orientales font sécession sous le commandement de la reine de Palmyre Zénobie, qui institue l'empire de Palmyre.

### Le règne d'Aurélien (270-275) et ses suites (275-284)
Ce règne marque un certain redressement. Aurélien lance la construction des murailles de Rome, le « mur d'Aurélien ». De nombreux chefs-lieux de cités (par exemple Lutèce, chef-lieu des Parisii, en Gaule) se dotent aussi de remparts, notamment dans la partie ouest de l'empire.
En 272 il parvient à reprendre le contrôle des territoires de Zénobie. Il se tourne ensuite vers les Gaules où il met fin à la sécession initiée par Postume. Le 25 décembre 274, lors de son triomphe à Rome, il officialise le culte de Sol Invictus (« Soleil invaincu »), divinité appréciée dans l'armée.
La succession est assez agitée après la mort d'Aurélien : six empereurs de 275 à 284, avec en 281 trois usurpations en Gaule, en Germanie et en Syrie.
L'avènement de Dioclétien, pourtant empereur autoproclamé (284), marque le début d'une période de stabilité et de profondes réformes de l'empire.

## De l'avènement de Dioclétien à la mort de Théodose (284-395)

### Les réformes de Dioclétien
Voulant renforcer le système administratif et militaire, Dioclétien est à l'origine de la division de l'Empire romain en deux grandes parties, de la tétrarchie (gouvernement à quatre empereurs, deux titrés Auguste et deux titrés César), de la création des préfectures du prétoire hors de Rome, des diocèses (civils) regroupant plusieurs provinces et de l'augmentation du nombre de provinces (par exemple, la province de Gaule Lyonnaise est divisée en quatre provinces avec pour chefs-lieux Lyon, Rouen, Tours et Sens).

#### Division de l'empire en deux (286)
La division de l'Empire romain commence sous Dioclétien. En 285, à Milan dont il a fait une résidence impériale, il nomme un empereur en second qui reçoit le titre de César, Maximien Hercule, et dès 286 lui donne le titre d'Auguste qu'il détient lui-même (mais il est primus Augustus). Dioclétien prend en charge l'Orient (avec Nicomédie comme résidence) et Maximien est chargé de l'Occident (Trèves).

#### Division en quatre: le système de la tétrarchie (293-305)

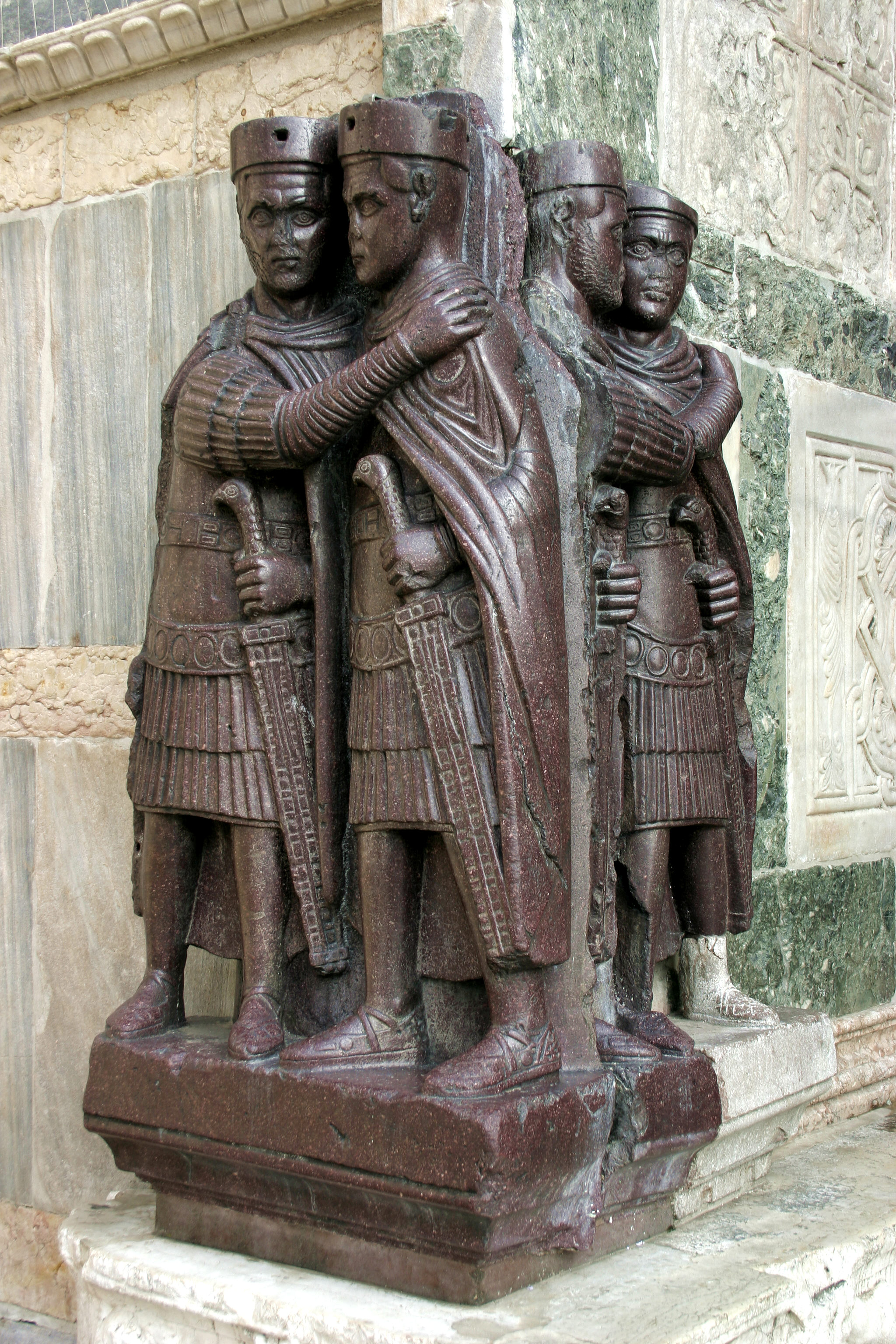
Les tétrarques, basilique Saint-Marc de Venise

La division de l'empire est renforcée lorsqu'il institue en 293 la tétrarchie en nommant un César pour lui-même et un autre pour Maximien, avec la répartition suivante :
- Dioclétien (Auguste) : Asie, Pont, Orient (préfecture du prétoire d'Orient : Nicomédie)
- Galère (César) : Pannonnie, Mésie, Thrace (préfecture du prétoire d'Illyricum : Sirmium)
- Maximien (Auguste) : Italie, Hispanie, Afrique (préfecture du prétoire d'Italie : Milan)
- Constance Chlore (César) : Gaule, Bretagne (préfecture du prétoire des Gaules : Trèves)

Ce système divisa l'Empire en quatre parties avec chacune sa résidence impériale, Rome restant l'unique capitale, afin d'éviter les troubles qui avaient marqué le IIIe siècle.

### Crise de la succession de Constance Chlore (306-324)

#### La mort de Constance Chlore (306) et ses conséquences
Le 1er mai 305, selon la règle choisie par Dioclétien d'un règne de vingt ans, les deux Augustes abdiquent et sont remplacés par leurs Césars, après avoir nommé de nouveaux Césars.
La mort prématurée de Constance Chlore (Auguste d'Occident) en 306 déstabilise le système. Son fils Constantin est proclamé empereur par les légions de Bretagne que commandait Constance Chlore, tandis que son César, Sévère, devient Auguste.

#### Conflit entre Constantin, Maxence et Licinius (307-324)
Il s'ensuit une crise de quelques années, Sévère étant assassiné en 307 par un autre usurpateur, Maxence, qui prend le pouvoir en Italie.
En 308, l'Auguste d'Orient, Galère, organise une conférence à Carnuntum, où la tétrarchie est refondée en divisant l'Empire entre Constantin et Licinius[pas clair].
De 308 à 312, Licinius et Constantin établissent leur pouvoir dans leurs parties respectives de l'Empire. Constantin élimine Maxence en 312 à la bataille du pont Milvius.
Puis, à partir de 313, Constantin et Licinius s'affrontent pour la domination de l'Empire. Licinius est vaincu et fait prisonnier à Chrysopolis en 324 et exécuté l'année suivante.

### Règne unitaire de Constantin (324-337)
Un premier événement important date de 313 : l'édit de Milan, par lequel Constantin rend le christianisme légal dans les territoires qu'il contrôle, conséquence de sa victoire du pont Milvius. Le christianisme, qui n'est plus menacé de persécutions, commence à se développer en touchant des membres de l'élite romaine. Constantin lui-même ne se convertit pas officiellement (il se fera baptiser seulement peu avant sa mort en 337).
Un deuxième événement important est la création de Constantinople en 324.

### L'empire divisé sous les successeurs de Constantin (337-353)
La mort de Constantin laisse trois fils pourvus du titre de César : Constantin II, Constance II et Constant Ier, chacun d'eux ayant dès le début des années 330 été chargé d'un certain nombre de diocèses de l'empire.
L'Ouest est réunifié en 340 sous Constant Ier, puis l'Empire tout entier en 353 par Constance II.

### Règnes de Constance II, de Julien et de Jovien (353-364)
En 355, Constance II, écartelé entre l'agitation des Germains et la guerre contre les Sassanides, fait de son cousin Julien son César et l'envoie en Gaule combattre les Alamans, avec succès.
En 360, Julien est proclamé Auguste par ses soldats. Constance II, qui se trouve alors en Mésopotamie, décide de partir le combattre en Gaule, mais il meurt en chemin (361), laissant Julien seul maître de l'Empire. Julien, qui est hostile au christianisme, est tué en 363 en combattant les Sassanides (bataille de Samarra).
Son successeur, le commandant de la garde impériale, Jovien, est tué l'année suivante.

### L'empire divisé à partir du règne de Valentinien
Après la mort de Jovien, l'empire retombe dans une période d'instabilité politique, au terme de laquelle Valentinien Ier s'impose en 364. Il divise immédiatement l'empire, en plaçant la partie orientale sous le gouvernement de son frère Valens.
Les deux parties de l'empire sont alors perturbées par les menaces extérieures, notamment les Huns et les Goths. Les Wisigoths, entrés dans l'empire pour se protéger des Huns, font subir à l'armée romaine une défaite sévère à Andrinople en 378. Ils commencent alors un périple de longue durée dans l'empire.
Un autre problème est le développement de tensions entre les élites converties au christianisme et celles qui veulent rester polythéistes, ou, selon les chrétiens, païens (dont Julien a été le champion durant son court règne). Or la religion officielle de l'empire reste fondée sur le polythéisme, notamment à travers le culte impérial.
En 379, Gratien, fils et successeur de Valentinien, refuse de porter le titre traditionnel de pontifex maximus ; en 382, il prive de leurs droits[pas clair] les prêtres païens et fait retirer l'autel (non chrétien) de la Curie, lieu de réunion du Sénat.

### Règne unitaire de Théodose (394-395)
En 388, le général Magnus Maximus s'empare du pouvoir en Occident, forçant Valentinien II, frère de Gratien, à fuir vers l'Orient pour y chercher de l'aide. L'empereur d'Orient, Théodose Ier, le rétablit rapidement sur le trône.
En 392, Valentinien II est assassiné par le magister militum d'Occident Arbogast, un Franc (païen), qui place sur le trône le sénateur Eugène. Eugène est renversé en 394 par Théodose, qui gouverne l'Orient et l'Occident pendant deux ans, jusqu'à sa mort.
C'était la dernière fois qu'un seul empereur gouverne la totalité de l'empire romain.

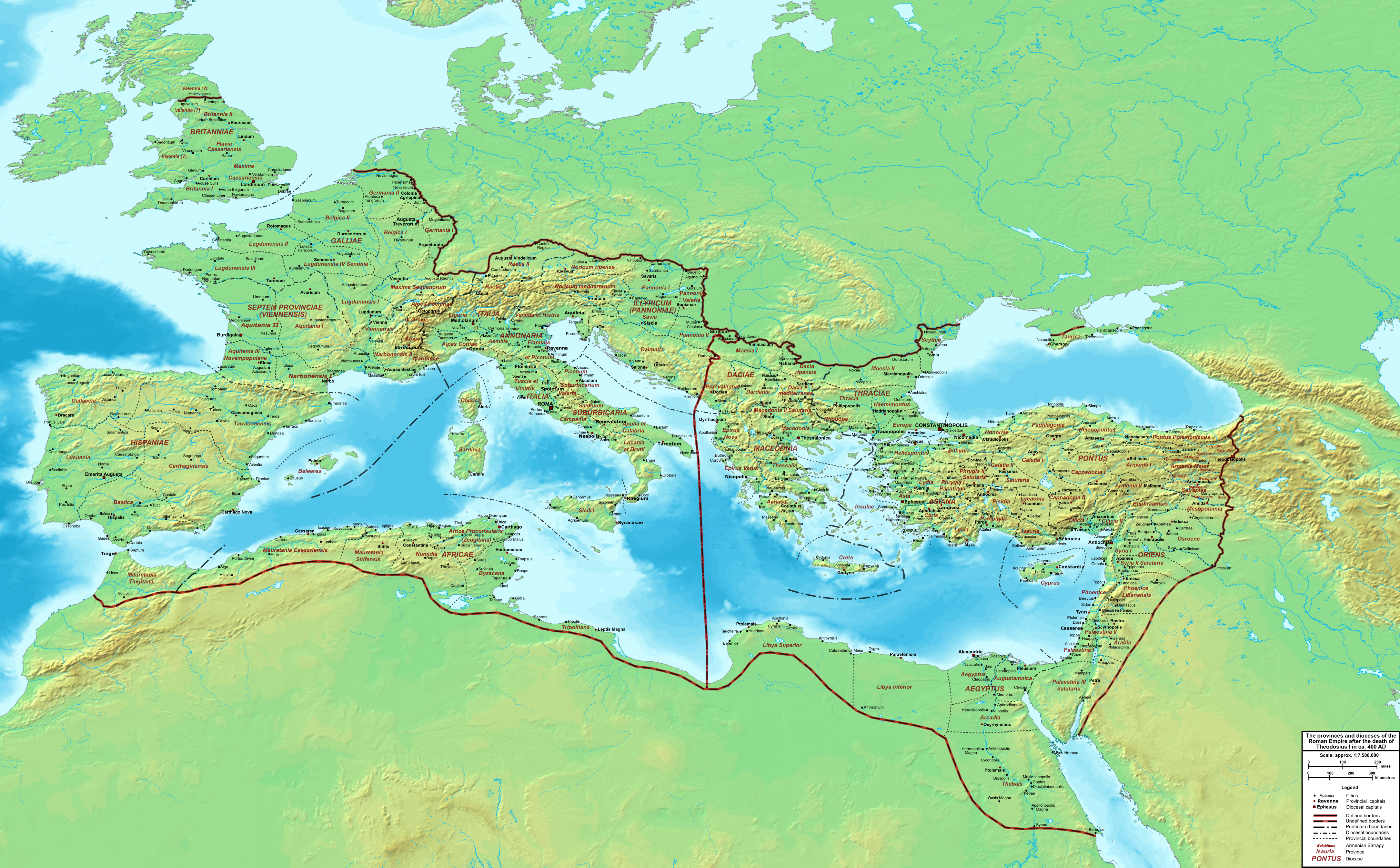
Division de l'Empire après la mort de Théodose (395).

## De la mort de Théodose à celle de Valentinien III (395-455)
Durant cette période, règnent sur l'Occident deux empereurs, Honorius (384-423), fils de Théodose Ier, et Valentinien III (419-455), petit-fils de Théodose Ier par sa mère Galla Placidia, avec l'intermède de l'usurpation de Jean de 423 à 425.

### Règne d'Honorius jusqu'au sac de Rome (395-410)
À sa mort, Théodose le Grand divise de nouveau l'empire, au profit de ses deux fils : l'aîné, Arcadius (377-408), reçoit l'Orient, le cadet, Honorius (384-423), l'Occident. C'est sous leurs règnes que les chemins des deux parties de l'empire se séparent nettement : tandis que l'Orient entame une lente reconstruction, l'Occident commence à s'effondrer irrémédiablement.
Au début du règne d'Honorius, qui règne sous la régence du Vandale Stilicon, l'Occident connait cependant une période favorable, durant laquelle diverses menaces contre le territoire de l'Italie sont contenues. En 402, la résidence impériale est transférée de Milan à Ravenne, ville portuaire en relation plus aisée avec Constantinople.
Les années 406-410 marquent un tournant, dues au fait que les frontières de Gaule (le limes rhénan) a été dégarni pour protéger l'Italie. Le 31 décembre 406, les armées des Vandales et des Suèves entrent dans l'empire sans rencontrer de résistance, les Suèves allant ensuite s'installer dans l'ouest de l'Hispanie et les Vandales en Afrique, autour de Carthage. Les légions romaines de Bretagne sont ramenées sur le continent et les Bretons sont dès lors laissés sans protection militaire face aux menaces (Scots et Pictes dans un premier temps, puis Angles et Saxons).
Stilicon, détesté en tant que Germain par nombre de membres de la cour de Ravenne et tenu pour responsable de ces échecs, est assassiné en 408 avec l'assentiment d'Honorius.
En 410, les Wisigoths d'Alaric, arrivant de l'Orient, mettent Rome à sac, ce qui est considéré par certains comme un signe défavorable aux empereurs chrétiens et provoque de vives polémiques antichrétiennes (c'est la raison pour laquelle Augustin d'Hippone rédige son grand ouvrage, la Cité de Dieu, de 413 à 426).

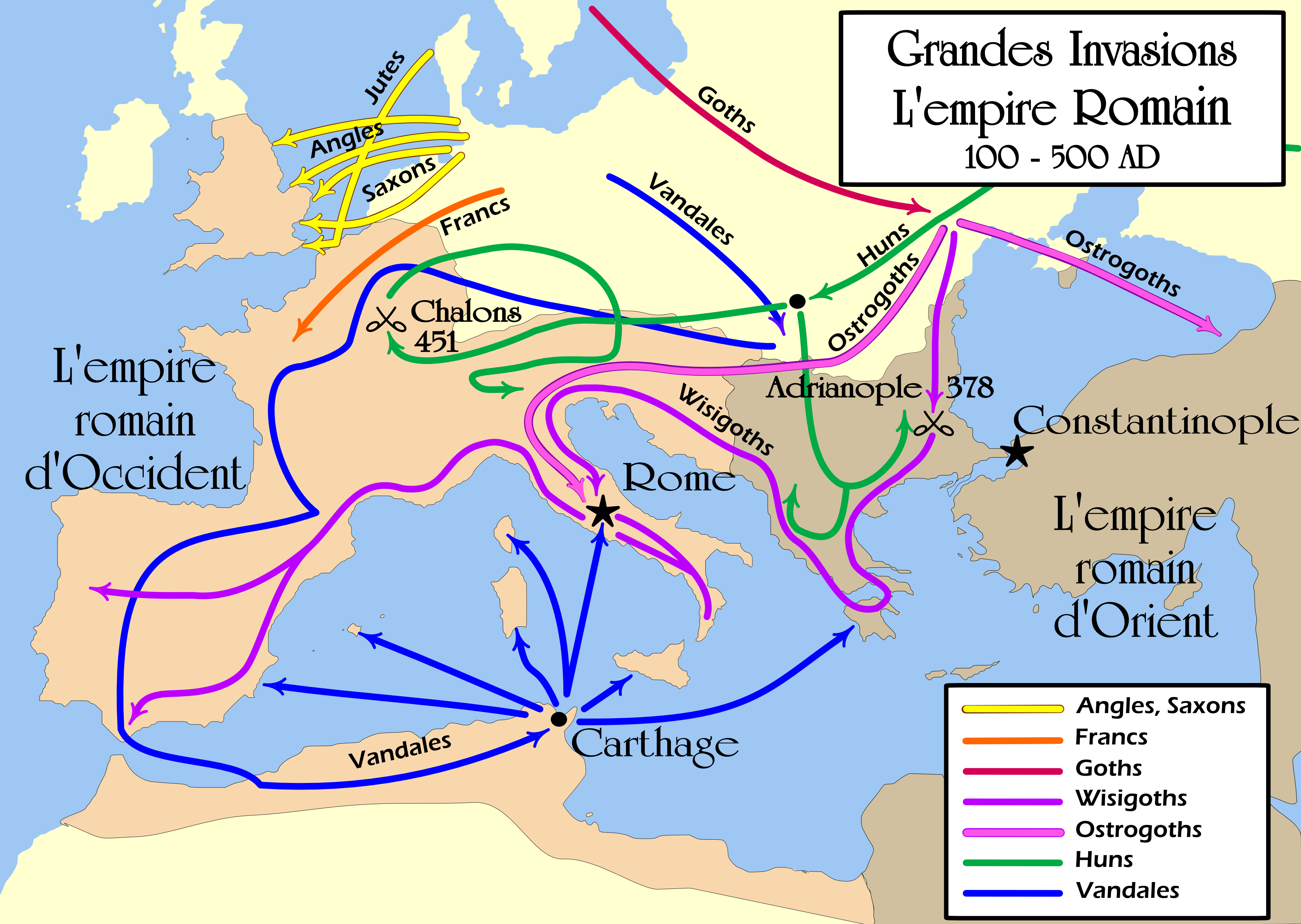
Invasions de l'empire (100-500).

### Déclin économique
L'Empire d'Occident connait un déclin économique constant, alors que l'économie de l'Empire d'Orient reste stable, notamment grâce aux richesses de l'Asie Mineure[réf. nécessaire]. L'Orient peut entretenir une armée importante, renforcée au besoin de mercenaires, là où l'Occident n'en est plus capable.
Avec l'affaiblissement du pouvoir central, les empereurs perdent le contrôle des frontières et des provinces, ainsi que de la mer Méditerranée, surtout après que les Vandales se sont emparés de la province d'Afrique (429-439).
La plupart[pas clair] des envahisseurs exigent un tiers des pays conquis à leurs sujets romains[pas clair], proportion encore plus élevé quand plusieurs tribus envahissent la même province[réf. nécessaire].
De vastes surfaces cultivées sont abandonnées en raison de l'instabilité politique, coup sévère porté à l'économie, qui repose en grande partie sur l'agriculture.
L'ouvrage de Colling, La Banque, de Babylone à Wall Street, met l'accent sur une asphyxie du système bancaire au IIIe siècle dans l'Empire romain d'Occident[pas clair], les évêques dépendant de Rome condamnant alors toute forme de prêt à intérêt, à la différence de ceux de Constantinople.

### Fin du règne d'Honorius (410-423): une période de redressement

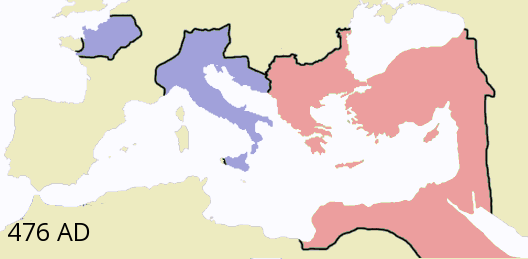
Les deux empires en 476.

Après le sac de Rome, la situation se redresse grâce à l'action du général Flavius Constance, qui réussit en 411 à réduire l'usurpation de Constantin III, installé depuis quelques mois à Arles. Puis, au bout de quelques années, il soumet les Wisigoths sous le règne de Wallia (de 415 à 418). En 416, les Wisigoths acceptent de s'installer comme fédérés en Aquitaine (en 418, ils fondent le royaume de Toulouse, qui empiète d'ailleurs sur la Narbonnaise).
En 417, Flavius Constance entre dans la famille impériale en épousant la demi-sœur d'Honorius, Galla Placidia, veuve depuis 415 du roi wisigoth Athaulf.
En février 421, Honorius lui confère le titre d'Auguste, mais cela n'est pas reconnu par l'empereur d'Orient, Théodose II, ce qui suscite des tensions, auxquelles la mort de Constance III en septembre 421 met rapidement fin. Constance III laisse un fils né en 419 de Galla Placidia, Valentinien. Tous deux quittent Ravenne pour Constantinople à la suite d'un conflit avec Honorius.

### L'usurpation de Jean (423-425)
Honorius meurt en 423 (à 38 ans).
Théodose II ne prenant pas de décision concernant sa succession, la cour de Ravenne place au bout de quelques mois sur le trône le premier notaire, Jean, qui est reconnu par plusieurs provinces d'Occident.
Théodose se décide alors à envoyer une armée, permettant à Valentinien de devenir empereur d'Occident, sous la tutelle de Galla Placidia.

### Régence de Galla Placidia (425-437): conflits entre généraux et guerre contre les Vandales
Cette période est marquée par le conflit entre le commandant des troupes d'Italie, Flavius Felix, de Gaule, Aetius, et d'Afrique, Boniface.
Ce conflit interfère avec la progression des Vandales d'Hispanie vers l'Afrique. En 429, ils s'emparent de Carthage. En 435, un traité est conclu avec eux, reconnaissant leur pouvoir sur la province d'Afrique, en contrepartie d'un statut théorique de fédérés.
En 437, âgé de 18 ans, Valentinien III épouse sa fiancée de longue date, Licinia Eudoxia , fille de Théodose II. Cela marque la fin de la tutelle de Galla Placidia sur son fils et la fin de sa régence.

### Règne effectif de Valentinien III (437-455): la victoire d'Aetius sur Attila
Dans les années 430, les Burgondes, installés depuis quelques décennies sur le Rhin autour de Worms, se trouvent menacés par la progression des Huns vers la Gaule. Ils effectuent alors une migration vers le sud, créant un royaume centré autour de Genève, puis de Lyon.
De leur côté, les Wisigoths du royaume de Toulouse réussissent à prendre le contrôle des provinces d'Aquitaine jusqu'à la Loire, Aetius (magister militum per Gallias) parvenant à les empêcher de progresser vers le nord.
Les royaumes wisigoth et burgonde isolent dès lors les territoires au nord de la Loire, qui restent sous le contrôle direct d'Aetius, le « domaine romain » (plus tard appelé royaume de Soissons). Au nord de la Somme, se trouve le territoire des fédérés francs, dont la capitale est Tournai.
Les années 440 voient l'arrivée en Gaule de l'armée d'Attila, constituée principalement de Huns et d'Ostrogoths, qui atteint Lutèce. En 451, Aetius, assisté par le roi wisigoth Théodoric Ier, est vainqueur d'Attila à la bataille des champs Catalauniques. Théodoric, assumant son statut de fédéré de l'empire romain, est tué durant cette bataille, le dernier grand succès de Rome en Occident.
La victoire d'Aetius ne lui rapporte rien : il est assassiné par Valentinien III en 454 ; Valentinien III est lui-même assassiné quelques mois plus tard. Cela ouvre une période durant laquelle le pouvoir à Ravenne est principalement détenu par le Germain Ricimer, les empereurs n'ayant plus vraiment de pouvoir.

## De la mort de Valentinien III à la déposition de Romulus (455-476)
Après Valentinien III, aucun des neuf empereurs ne règne plus de cinq ans. Le gouvernement effectif est assuré de 457 à 472 par le Germain Ricimer, doté du titre de patrice.

### De la mort de Ricimer à la déposition de Romulus par Odoacre (472-476)
En 475, Flavius Oreste, ancien secrétaire d'Attila, chasse l'empereur Julius Nepos de Ravenne et proclame empereur son propre fils, Romulus Augustule.
En 476, Oreste refuse d'accorder aux Hérules d'Odoacre le statut de fédérés. Odoacre s'empare de Ravenne et renvoie les insignes impériaux à Constantinople, s'établissant comme représentant de l'empereur d'Orient en Italie. Cet événement a lieu le 4 septembre 476.

### Relations entre Odoacre et l'empereur d'Orient
Julius Nepos, depuis son réduit de Dalmatie, était reconnu comme empereur romain d'Occident par l'empereur d'Orient Zénon ainsi que par le général romain Syagrius, successeur d'Aetius dans le domaine romain au nord de la Loire.
Odoacre, maître de l'Italie, négocie avec Zénon, qui finit par lui accorder le titre de « patrice d'Italie », le reconnaissant comme son lieutenant en Italie et en Occident. Mais il souhaite qu'Odoacre reconnaisse Julius Nepos comme empereur d'Occident. Odoacre accepte, allant jusqu'à frapper des monnaies au nom de Julius dans toute l'Italie. Mais il ne lui cède aucun territoire. Julius Nepos est finalement assassiné en 480, et Odoacre conquit peu après la Dalmatie.
Romulus Augustule est épargné par Odoacre qui, bien qu'ayant assassiné son père, eut pitié de lui et lui donna une pension et une villa en Campanie, villa qui devint un monastère. On trouve trace de lui au milieu des années 500, ce qui laisse à penser qu'il aurait survécu à Julius Nepos.
Odoacre gouverne l'Italie jusqu'en 493, date de l'installation des Ostrogoths de Théodoric le Grand.

## La perpétuation de l'autorité romaine et de la romanité en Occident après 476

### Suzeraineté romaine sur les rois barbares
L'assassinat du dernier empereur d'Occident Julius Nepos (480) eut deux conséquences.
Premièrement, l'empereur d'Orient Zénon devient le seul empereur du monde romain. Ainsi, en Occident, il est intéressant de constater que les rois barbares, qui avaient contracté un fœdus romain, avaient unanimement reconnu l'autorité de l'empereur Zénon, et ce afin de faciliter le gouvernement sur des territoires majoritairement romanisés et christianisés.
Deuxièmement, le général Syagrius se retrouve sans appui politique et sans soutien militaire. Pour rappel, Odoacre avait été reconnu en tant que patrice romain par l'empereur Zénon en 476, faisant de lui le vice-roi de ce dernier en Italie et son représentant en Occident. Or le général Syagrius prétendait également au titre de patrice, se posant donc en rival d'Odoacre. La mort de Julius Nepos incita Odoacre et Zénon à se débarrasser de ce général trop indépendant.
Ainsi, en Occident, les foedus romains étant transférés à Odoacre, représentant de l'autorité impériale, celui-ci charga Clovis, roi du peuple fédéré des Francs d'envahir le domaine gallo-romain et d'évincer Syagrius. Abandonné par ses alliés wisigoths, celui-ci fut vaincu à la bataille de Soissons en 486. Sous cet angle, cet épisode peut être perçu comme une simple guerre civile au sein du monde romain.
Plusieurs évènements ultérieurs iront en ce sens : Clovis célébra sa victoire à Soissons par un triomphe « à la romaine » en 486 ; l'empereur Zénon chargea Théodoric, roi du peuple fédéré des Ostrogoths, de « restaurer l'autorité impériale » en Italie entre 488 et 493 face à un Odoacre devenu trop menaçant ; l'empereur Anastase Ier octroya le titre romain de « consul en Gaule » à Clovis ; et les populations romanisées continuèrent à vivre sous la loi romaine. Ainsi, la romanité persista en Occident et les Barbares y prenaient part.

L'Empire byzantin à son apogée territorial, durant le règne de Justinien dont les conquêtes sont en orange.

### La reconquête de la Méditerranée occidentale par Justinien
L'Empire romain (appelé conventionnellement Empire byzantin à partir de 629) eut des prétentions sur les anciens territoires occidentaux de l'empire tout au long du Moyen Âge. Au VIe siècle, deux prétextes donnèrent l'occasion d'une action militaire de reconquête. Premièrement, les Romano-berbères d'Afrique du Nord appelèrent Constantinople à l'aide à la suite du renversement du Vandale Hildéric, favorable aux Romains, par Gélimer. Deuxièmement, les Ostrogoths, toujours fédérés, devenaient à leur tour menaçants.
Profitant de cette situation avantageuse, les campagnes des généraux Bélisaire et Narsès permirent à l'empereur Justinien de reconquérir une grande partie de la Méditerranée occidentale : l'Afrique vandale fut reprise en 533, puis l'Italie ostrogothique (Guerre des Goths, 535-553) ainsi qu'une partie de l'Espagne wisigothique (Hispania). De plus, alors que les Francs et les Wisigoths, toujours peuples fédérés, confirmèrent leur allégeance à l'empereur romain, les Britto-romains perpétuèrent la fiction de la persistance de l'autorité romaine sur l'île de Bretagne et en Armorique (voir également la légende arthurienne). Ainsi, au moment des Guerres de Justinien (533-553), on pouvait encore trouver en Gaule des descendants de soldats romains qui continuaient à combattre « à la romaine », organisés en cohortes (avec numéros de cohorte, enseignes et autres ornements), au sein des armées franques et armoricaines (britto-romaines).
Néanmoins, bien que la reconstitution de l'Empire parut alors à portée de mains, l'influence des tribus barbares avait fortement marqué ces anciennes provinces romaines, à la fois culturellement et économiquement. La fiscalité pesant lourdement sur les territoires reconquis, il coûta très cher à l'Empire romain de se maintenir dans ces régions où la culture et l'identité romaines, ciments de l'empire, avaient été sérieusement endommagées, bien que la question de la romanité reste encore sujette à caution. Les descendants de Romains se disent toujours Romains, les tribus assimilées, elles, étaient fières de prendre part à cette glorieuse civilisation.

### Fin de la fiction de l'autorité romaine et derniers feux de la romanité en Occident
En Occident, l'intégration progressive des populations barbares, minoritaires, aux populations romanisées, majoritaires, finit par donner naissance à une nouvelle civilisation chrétienne, plus médiévale, y marquant la fin de l'Antiquité tardive et le début du Haut Moyen Âge. Au sein de cette nouvelle civilisation, les références romaines de plus en plus lointaines finiront par disparaître bien que certains souverains tenteront encore de rétablir l’Empire romain, notamment Charlemagne (768-814) et Otton Ier (936-973). Dans ce contexte, le passage au Moyen-âge se concrétisa par le fait que les souverains barbares n'eurent plus besoin de la suzeraineté romaine pour assurer le gouvernement de leurs territoires.
Ainsi, le premier souverain à passer le cap fut le Mérovingien Théodebert Ier, roi franc de Reims (future Austrasie, peu romanisée). Celui-ci cessa de battre monnaie à l'effigie de l'empereur dès 537. Il fut suivi par le Wisigoth Léovigild, qui profita du début de la reconquête de l'Espagne romaine (570) pour cesser de battre monnaie à l'effigie de l'empereur. Seuls, les Mérovingiens (hors de l'Austrasie) perpétueront encore un temps leur allégeance envers l'empereur (qui deviendra une simple alliance militaire avec Constantinople). Dans le même temps, les Britto-Romains furent définitivement écrasés à la bataille de Dyrham par les Saxons dès 577.
Parallèlement, le début des invasions lombardes en Italie (568), des raids avaro-slaves dans le Nord des Balkans (569) et la reconquête wisigothique (570) entraîna une perte de contrôle de Constantinople sur ces territoires, ce qui fit diminuer le poids de l'élément latin au sein de l’Empire romain, la Méditerranée orientale, l'Italie méridionale et la Sicile étant fortement hellénisées (ces deux dernières seront, d'ailleurs, les seules reconquêtes justiniennes durables). En conséquence, en 629, alors que l’empereur Héraclius mettait fin à une terrible et longue guerre avec les Perses sassanides (602-628), il proclama le grec comme langue officielle de l’Empire et prit le titre de « Basileus ». L'Empire romain désormais médiéval est dès lors conventionnellement appelé « Empire byzantin ». Ainsi, la romanité byzantine perdit sa vocation universelle pour se confondre avec une identité gréco-orientale très chrétienne.
Enfin, le dernier reliquat de la romanité antique en Occident ne sera autre que l'exarchat de Carthage, qui restera encore intact et fortement romanisé (Afrique romaine) jusqu'à la conquête arabo-musulmane des territoires nord-africains (647-711). Par la suite, les Romano-berbères seront progressivement islamisés et arabisés jusqu'au XIIe siècle.

## Géographie

### Superficie et divisions administratives

Carte animée de la République puis de l'Empire romain, dont celui d'Occident.

À la mort de Théodose Ier et lors de la division définitive de l'Empire en une partie orientale et une partie occidentale (395), ce dernier hérita de la Préfecture des Gaules, de la majeure partie de la Préfecture d'Italie, de l'Afrique et de l'Illyrie, tandis que l'Est obtient la Préfecture d'Orient et deux diocèses Illyriques. À son tour, la Prefecture d'Italie était composée de quatre diocèses : l'Italie (deux diocèses), l'Illyrie et l'Afrique ; celle des Gaules d'un grand nombre de diocèses : Gaule (deux diocèses), Hispanie et Bretagne. Il convient de souligner que Illyrie était divisée entre les deux Empires, et que cette division fut une source du conflit qui commença à se profiler à partir des dernières années du IIIe siècle.
La superficie totale de l'Empire d'Occident était de plus de 2,5 millions de km2, avec une population difficile à quantifier mais qui, selon toute probabilité, ne devait en aucun cas être inférieure à 25 millions d'habitants.

### Population
Au cours d'un siècle, on assiste dans le monde romain d'Occident à un déclin démographique généralisé dû aux guerres, aux famines et aux épidémies. L'installation de peuples barbares dans la quasi-totalité des régions de l'Europe occidentale et de l'Afrique ne suffit pas à compenser les pertes subies par les populations locales. Ces groupes ethniques, généralement d'origine germanique, représentèrent toujours une part modeste dans le total de la population romaine ou romanisée, probablement en dessous de 8 % à 10 %.
Pour illustrer la faiblesse numérique des tribus barbares, on se souviendra que les Lombards, lorsqu'ils envahirent l'Italie dans la seconde moitié du VIe siècle, formaient une horde composée d'environ 120 000 personnes y compris personnes âgées, femmes et enfants.

### Villes
Au tournant du IVe siècle et du Ve siècle, Rome était encore la ville la plus peuplée de l'Empire, parties occidentale et orientale confondues. Lors du règne de Valentinien Ier (364 - 375), on estime, sur la base des rations de nourriture distribuées, que la Ville devait compter pas moins de 800 000 habitants (d'autres sources évoquent des chiffres encore supérieurs, voir tableau). Ce chiffre demeura quasi inchangé jusqu'à la première décennie du Ve siècle, c'est-à-dire jusqu'au premier sac aux mains des Wisigoths d'Alaric (410). S'ensuivit une baisse de la population mais, encore aux alentours du milieu du Ve siècle, il semble que la population de Rome n'était pas en deçà de 650 000 habitants Ce n'est probablement qu'après le second sac mené par les Vandales (en 455) que Rome perdit son rang de première cité de l'Empire, dépassée non seulement par Constantinople, mais aussi par les grandes métropoles d'Orient d'Alexandrie, Antioche et peut-être même Thessalonique.
Carthage, avec 150 000 à 200 000 habitants ou plus, constituait selon toute probabilité la seconde agglomération urbaine de l'Empire d'Occident. La ville, forte de son immémoriale vocation commerciale, était en outre placée au cœur d'une riche région agricole et exportait des denrées alimentaires jusqu'en Orient. En Afrique, trois autres villes moyennes jouissaient d'une certaine prospérité : Leptis Magna, berceau de la dynastie des Sévères qui, après une période de décadence, avait vécu une certaine reprise sous Théodose ; Timgad, important centre donatiste, et enfin Caesarea (l'actuelle Cherchell, Algérie), où naquit Priscien, peut-être le plus grand grammairien latin tardif.

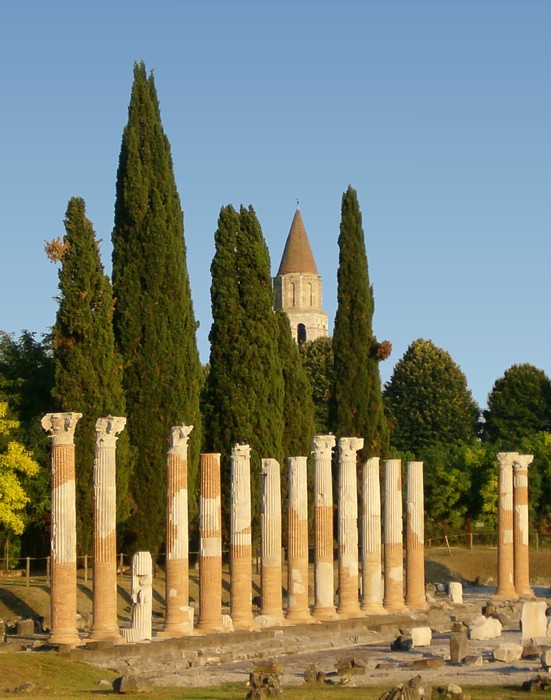
La ville d'Aquilée.

L'Italie pouvait encore se prévaloir de plusieurs villes relativement peuplées et riches économiquement, au premier rang desquelles Mediolanum (Milan), capitale impériale tout au long du IVe siècle, et Aquilée, qui fut pourtant détruite par les Huns autour du milieu du Ve siècle. Parmi les autres cités importantes, on comptait Bononia Bologne et Ravenne. Cette dernière devint en 402 la capitale de l'Empire romain d'Occident et conserva ce rang jusqu'à sa chute en 476.
La ville la plus peuplée et importante d'Illyrie était probablement Salone (près de l'actuelle Split), en Dalmatie, avec une population de plus de 50 000 habitants, tandis que deux agglomérations frontalières et à l'origine camps militaires, Carnuntum et Aquincum (l'actuelle Budapest), conservaient une certaine importance stratégique. Ces deux villes possédaient deux amphithéâtres, un pour les garnisons et un pour la population civile. Carnuntum fut décrite par Ammien Marcellin, dans la seconde moitié du IVe siècle, comme une ville léthargique et en mauvais état, mais animée par la présence de nombreux militaires installés dans les environs ou dans le centre-ville.
L'Ibérie avait subi des évolutions au cours du IVe siècle, la ville d'Hispalis (l'actuelle Séville) s'imposant comme le centre de la Bétique, tandis que Carthago Nova (Carthagène) restait le principal point d'ancrage urbain de la zone orientale du Diocèse. Non moins importants étaient Tarraco (Tarragone), Osca (Huesca) et Caesaraugusta (Saragosse), au nord de la Péninsule.
Parmi les villes les plus importantes et les plus peuplées des deux diocèses gaulois, on trouvait Augusta Treverorum (Trèves, aujourd'hui en Allemagne), capitale impériale à l'époque des Tétrarques et encore au début du Ve siècle siège de préfecture. Arelate (Arles), un temps centre urbain le plus dynamique de la Gaule Méridionale, était également devenue, au début du Ve siècle, capitale de préfecture. Le plus grand centre de la Gaule centrale était, selon toute probabilité, Lugdunum (Lyon).
En Bretagne, la seule ville d'importance était Londinium, l'actuelle Londres, suivie de noyaux urbains de dimension modeste, soit d'origine militaire, soit développés à partir d'agglomérations fondées par les Celtes (comme Calleva Atrebatum, l'actuelle Silchester). Aquae Sulis (Bath) était une station thermale connue depuis le Ier siècle. L'abandon de la Bretagne par les légions romaines au début du Ve siècle entraîna la décadence de ces centres urbains, qui se poursuivit généralement lors du Haut Moyen Âge. Londres, quasiment vidée de ses habitants, dut en pratique être refondée par Alfred le Grand au IXe siècle.
| Superficie et population des principales villes de l'Empire | Superficie et population des principales villes de l'Empire | Superficie et population des principales villes de l'Empire |
| Ville | Superficie (hectares)                                       | Population (habitants)                                      |
| --- | ----------------------------------------------------------- | ----------------------------------------------------------- |
| Rome | 1 800 - (IVe siècle)                                        | environ 1 000 000                                           |
| Capoue | 180                                                         | 70 000                                                      |
| Mediolanum | 133                                                         | 50 000                                                      |
| Bologne | 83                                                          | 30 000                                                      |
| Augusta J. Taurinorum | 47                                                          | 20 000                                                      |
| Verone | 45                                                          | 20 000                                                      |
| Augusta Praetoria | 41                                                          | 20 000                                                      |
| Nova Roma (Constantinople) | 1 400 (IVe siècle)                                          | 500 000 environ                                             |
| Leptis Magna | 400                                                         | 100 000                                                     |
| Augusta Treverorum | 285                                                         | 50 000                                                      |
| Nemausus | 220                                                         | 70 000                                                      |
| Vindobona | 200                                                         | 60 000                                                      |
| Londinium | 140                                                         | 50 000                                                      |
| Lutèce | 55                                                          | 20 000                                                      |
| Alexandrie | 900                                                         | 500 000 - 1 000 000                                         |
| Carthage | 300                                                         | 200 000 - 300 000                                           |
| Villes fondées ou conquises par les Romains en Italie (fond vert) Villes fondées par les Romains dans les provinces de l'Empire (fond jaune) Villes conquises par les Romains hors d'Europe (fond bleu ciel) |                                                             |                                                             |

## Héritage
Les envahisseurs germains qui s'établirent sur le territoire de l'Empire d'Occident maintinrent un grand nombre de lois et traditions romaines. La plupart des tribus germaines étaient déjà christianisées, quoiqu'en majeure partie arienne. Elles se convertirent rapidement au christianisme nicéen, qui devint par la suite le catholicisme, accroissant la loyauté des populations romanisées locales ainsi que reconnaissance et appui de la puissante Église catholique romaine. Leurs lois furent bientôt enrichies par l'apport du droit romain. Le système de droit civil est fondé sur celui-ci, en particulier le Corpus juris civilis compilé sur ordre de Justinien.

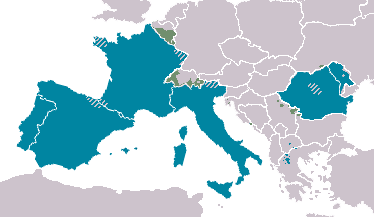
Langues romanes en Europe

La langue latine ne disparut jamais véritablement. Combinée aux langues germaines et celtes voisines, elle donna naissance aux langues romanes actuelles, comme l'italien, le français, l'espagnol, le portugais, le roumain, le catalan, l'occitan et le romanche. Le latin influença également les langues germaniques comme l'anglais, l'allemand ou le néerlandais. Sous sa forme « pure », il survit en tant que langue de l'Église catholique romaine (les messes furent dites en latin exclusivement jusqu'en 1965) et servit de lingua franca entre de nombreuses nations. Il resta longtemps la langue des médecins, des juristes, des diplomates et des intellectuels.
L'alphabet latin, complété avec quelques lettres (J, K, W, Z), est aujourd'hui le système d'écriture le plus employé dans le monde. Les chiffres romains continuent à être employés, mais ont été remplacés le plus souvent par les chiffres arabes.
Le rêve d'un Empire romain, universel et chrétien, avec un seul souverain à sa tête, séduisit de nombreux rois et empereurs. Charlemagne, roi des Francs et des Lombards, fut même couronné empereur romain par le pape Léon III en 800. Plusieurs souverains du Saint-Empire romain germanique, dont Frédéric Barberousse, Frédéric II de Hohenstaufen et Charles Quint, tentèrent de donner corps à ce rêve, mais tous échouèrent.
Un héritage visible de l'Empire romain d'Occident est l'Église catholique romaine, qui remplaça peu à peu les institutions romaines en Occident par les siennes, aidant même à négocier la sécurité de Rome à la fin du Ve siècle. Au Xe siècle, la majeure partie de l'Europe centrale, occidentale et du Nord avait été convertie à la foi catholique et reconnaissait le pape comme vicaire du Christ.